# 1965-ös cannes-i filmfesztivál
A 18. Cannes-i Nemzetközi Filmfesztivál 1965. május 12. és május 28. között került megrendezésre, Olivia de Havilland amerikai színésznő elnökletével, és André Maurois francia író tiszteletbeli elnöklete mellett. A versenyben 26 nagyjátékfilm és 20 rövidfilm vett részt, míg versenyen kívül 6 filmet vetítettek. A Kritikusok Hete szekcióban 9 alkotást mutattak be.
A szervezők ez évben választottak először nőt a fesztivál zsűrijének vezetésére az Elfújta a szél című világsikerű romantikus filmdráma Melanie-jának személyében. Ami a filmeket illeti, a válogatás rendkívül vegyes volt, a francia újhullám távolléte miatt előtérbe – majdhogy nem túlsúlyba – kerültek a csatorna túloldaláról érkezett filmek. A verseny legnagyobb nyertese Richard Lester jellegzetes angol humorral teli filmje, A csábítás trükkje lett: elnyerte a fesztivál Nagydíját és külön dicséretet kapott a Kép- és Hangtechnikai Főbizottságtól. A legnagyobb vesztes a közönségsikert aratott Sidney Lumet-alkotás, A domb lett, „csupán” a legjobb forgatókönyv díját kapta. 1963-at követően immár másodszor nyerte el a zsűri különdíját Maszaki Kobajasi. A legjobb rendező a román Liviu Ciulei lett, az I. világháborúban játszódó, Akasztottak erdeje című, kétrészes filmeposzával, amelynek női főszereplőjeként fedezhette fel a világ az akkor harmadéves főiskolás, nagyváradi születésű Széles Annát, valamint egy fiatal székelyudvarhelyi színészt, Csiky Andrást. Sikeres volt A lepkegyűjtő: mind női, mind férfi főszereplőjét díjra érdemesítették.
A fesztiválon a legnagyobb közönségsikert a versenyen kívül vetített, akkorra már 5 Oscar-díjat besöprő Mary Poppins aratta, Julie Andrews főszereplésével.
A Croisette-en a legnagyobb sztár a James Bondot alakító Sean Connery volt (A domb), őt a népszerűségben Julie Andrews követte. Rajtuk kívül a nézők a szívükbe zárhatták Michael Redgrave-et (A domb), Michael Caine-t (Az Ipcress-ügyirat) és felfedezhettek egy karrierjét megkezdő tehetséget: Charlotte Ramplingot (A csábítás trükkje).
1965-ben rendkívül jól szerepeltek a magyar filmek Cannes-ban. A versenyprogramban mutatták be Banovich Tamás Az életbe táncoltatott leány című táncjátékát. A főbb szerepekben két világhírű balett-táncos, Orosz Adél és Sipeki Levente, továbbá Major Tamás, Gobbi Hilda és Bárdy György játszott. Banovich alkotása elnyerte a Kép- és Hangtechnikai Főbizottság (CST) nagydíját. Még nagyobb sikert aratott a kisfilmek versenyében indított színes magyar animációs film, a Nyitány, amelynek rendezője, Vadász János átvehette a fesztivál nagydíját, valamint a CST nagydíját.
Magyar vonatkozásként meg kell említeni, hogy a fesztivál történetében ekkor volt először magyar zsűritag: a rövidfilmeket díjazó testületbe meghívták Dósai Istvánt, a Hungarofilm igazgatóhelyettesét, továbbá, hogy a Los Pianos mecánicos című spanyol versenyfilm operatőre a magyar származású Pogány Gábor volt.

## Zsűri
Tiszteletbeli elnök: Olivia de Havilland, színésznő –  Amerikai Egyesült Államok
Tiszteletbeli elnök: André Maurois, író–  Franciaország

### Versenyprogram
- Goffredo Lombardo, filmproducer – alelnök –  Amerikai Egyesült Államok
- Alain Robbe-Grillet, filmrendező –  Franciaország
- Konsztantyin Mihajlovics Szimonov, író –  Szovjetunió
- Edmond Ténoudji, filmproducer –  Franciaország
- François Reichenbach, filmrendező –  Franciaország
- Jerzy Toeplitz, filmrendező –  Lengyelország
- Max Aub, író –  Mexikó
- Michel Aubriant, újságíró –  Franciaország
- Rex Harrison, színész –  Amerikai Egyesült Államok

### Rövidfilmek
- Georges Gérardot, filmrendező – alelnök –  Franciaország
- Carlos Vilardebó, filmrendező –  Franciaország
- Herman van der Horst, filmrendező –  Hollandia
- Dósai István igazgatóhelyettes, a Hungarofilm hivatalos képviselője –  Magyarország
- Jacques Ledoux, operatőr –  Belgium

## Hivatalos válogatás

### Nagyjátékfilmek versenye
- Älskande par (Szerető pár)[3] – rendező: Mai Zetterling
- Az életbe táncoltatott leány – rendező: Banovich Tamás
- Clay – rendező: Georgio Mangiamele
- El haram – rendező: Henry Barakat
- El juego de la oca – rendező: Manuel Summers
- El reñidero – rendező: René Múgica
- Fifi la plume – rendező: Albert Lamorisse
- Goreshto pladne – rendező: Zako Heskija
- Il momento della verità (Az igazság pillanata) – rendező:Francesco Rosi és Antonio Levesi Cervi
- Kvaidan (Kvaidan) – rendező: Kobajasi Maszaki
- La 317ème section (A 317-es szekció) – rendező: Pierre Schoendorffer
- Los pianos mecánicos (Los Pianos mecánicos) – rendező: Juan Antonio Bardem
- Mitt hem är Copacabana – rendező: Arne Sucksdorff
- Noite Vazia – rendező: Walter Hugo Khouri
- Obchod na korze (Üzlet a korzón) – rendező:Ján Kadár, Elmar Klos
- Padurea spânzuratilor (Akasztottak erdeje I-II.) – rendező: Liviu Ciulei
- Pierwszy dzien wolnosci – rendező: Aleksander Ford
- Prodossia – rendező: Kostas Manoussakis
- Tarahumara (Egyre távolabb) – rendező: Luis Alcoriza
- The Collector (A lepkegyűjtő) – rendező: William Wyler
- The Hill (A domb) – rendező: Sidney Lumet
- The Ipcress File (Az Ipcress-ügyirat) – rendező: Sidney J. Furie
- The Knack …and How to Get It (A csábítás trükkje) – rendező: Richard Lester
- Zsavoronok – rendező: Nyikita Kurihin és Leonyid Menaker
- Zsili-bili sztarik szo sztaruhoj (Zhili-byli starik so starukhoj) – rendező: Grigorij Csuhraj
- Yoyo – rendező: Pierre Étaix

### Nagyjátékfilmek versenyen kívül
- Amsterdam – rendező: Herman van der Horst
- In Harm’s Way (Szemben az árral)[3] – rendező: Otto Preminger
- Le cinquième soleil – rendező: Jacqueline Grigaut-Lefèvre
- Mary Poppins (Mary Poppins) – rendező: Robert Stevenson
- Tokio orimpikku – rendező: Icsikava Kon
- Years of Lighting, Day of Drums – rendező: Bruce Herschensohn

### Rövidfilmek versenye
- Aah . . . Tamara – rendező: Pim de la Parra[4]
- Aszinusz – rendező: Vaszil Mircsev
- Au bord de la route – rendező: Chou-Tchen Wang
- Evariste gallois – rendező: Alexandre Astruc
- Féerie du cuivre – rendező: Herbert E. Meyer
- I videl sam daljine meglene i kalne – rendező: Zlatko Bourek
- Johann Sebastien Bach: Fantasia G-moll – rendező: Jan Svankmajer
- Le coque chante à minuit – rendező: Yeou Lei
- Le crocodile majuscule – rendező: Eddy Ryssack
- Los junqueros – rendező: Oscar Kantor
- Monsieur Plateau – rendező: Jean Brismée
- Noworoczna noc – rendező: Jerzy Zitzman
- Nyitány – rendező: Vadász János
- Ohrid express – rendező: Jean Dasque és Robert Legrand
- Petrol-Carburant-Kraftstoff – rendező: Hugo Niebeling
- Poprannii obet – rendező: Genrih Markarian
- Processioni in Sicilia – rendező: Michele Gandin
- Sanawat el magd – rendező: Atef Salem
- Souvenirs de la Grèce – rendező: Francis Carabott
- The Legend of Jimmy Blue Eyes – rendező: Robert Clouse

## Párhuzamos rendezvény

### Kritikusok hete
- Amador – rendező: Francisco Regueiro
- Andy – rendező: Richard C. Sarafian
- Démanty noci (Az éjszaka gyémántjai)[3] – rendező: Jan Nemec
- Finnegan’s Wake – rendező: Mary Ellen Bute
- Hor B’Levana – rendező: Uri Zohar
- It Happened Here (It Happened Here) – rendező: Andrew Molo és Kevin Brownlow
- La cage de verre – rendező: Philippe Arthuys és Jean-Louis Levi-Avarès
- Le chat dans le sac – rendező: Gilles Groulx
- Walkower (Walkower) – rendező: Jerzy Skolimowski

## Díjak

### Nagyjátékfilmek
- Nagydíj: The Knack …and How to Get It (A csábítás trükkje)[3] – rendező: Richard Lester
- A zsűri különdíja: Kvaidan (Kvaidan) – rendező: Kobajasi Maszaki
- Legjobb rendezés díja: Liviu Ciulei – Pădurea spânzuraţilor (Akasztottak erdeje I-II.)
- Legjobb női alakítás díja: Samantha Eggar – The Collector (A lepkegyűjtő)
- Legjobb férfi alakítás díja: Terence Stamp – The Collector (A lepkegyűjtő)
- Legjobb forgatókönyv díja:
  - Sidney Lumet – The Hill (A domb)
  - Pierre Schoendorffer – La 317ème section
- FIPRESCI-díj: Tarahumara (Egyre távolabb) – rendező: Luis Alcoriza
- Technikai nagydíj:
  - Az életbe táncoltatott leány – rendező: Banovich Tamás
  - Fifi la plume – rendező: Albert Lamorisse
- A Kép- és Hangtechnikai Főbizottság (CST) külön dicsérete:[1] The Knack …and How to Get It (A csábítás trükkje) – rendező: Richard Lester
- OCIC-díj: Yoyo – rendező: Pierre Étaix

### Rövidfilmek
- Nagydíj (rövidfilm): Nyitány – rendező: Vadász János
- A zsűri különdíja (rövidfilm): Monsieur Plateau – rendező: Jean Brismée
- Harmadik díj (rövidfilm): Johann Sebastien Bach: Fantasia G-moll – rendező: Jan Svankmajer
- Technikai nagydíj:
  - Le coque chante à minuit – rendező: Yeou Lei
  - Nyitány – rendező: Vadász János